# Germaine Golding
Anne Germaine Golding, z domu Régnier (ur. 6 czerwca 1887 w Dijon, zm. 14 sierpnia 1973 w Boulogne-Billancourt) – francuska tenisistka, olimpijka.
Golding osiągnęła pierwszy finał międzynarodowych mistrzostw Francji w 1910 roku, kiedy przegrała w meczu mistrzowskim z Jeanne Matthey 6:1, 1:6, 7:9. Prócz tego przez trzy lata z rzędu dochodziła do finałów tych zawodów. Po raz pierwszy w roku 1921, przegrała z Suzanne Lenglen. Dwa kolejne finały w latach 1922 i 1923 to również porażki z utytułowaną gwiazdą francuskiego tenisa międzywojennego. Pierwsze spotkanie Golding oddała walkowerem. W dwóch pozostałych ugrała jedynie dziewięć gemów, a jednego seta przegrała do zera.
W 1924 reprezentowała Francję na igrzyskach olimpijskich w Paryżu, gdzie zajęła czwarte miejsce w grze pojedynczej i piąte w grze podwójnej.